# Oihane Agirregoitia
Oihane Agirregoitia Martínez (Bilbao, 18 aprile 1980) è una politica spagnola, membro del Partito Nazionalista Basco ed europarlamentare dal 2024.

## Biografia
Laureata in ingegneria elettronica presso l'Università di Deusto, Oihane Agirregoitia lavorò per sette anni nel campo dell'ingegneria dell'informazione.
Sostenitrice del Partito Nazionalista Basco, intraprese l'attività politica candidandosi al consiglio comunale di Bilbao nel 2011. Fu eletta e riconfermata nelle tornate del 2015 e del 2019.
Nel 2023, venne scelta come leader della Coalizione per un'Europa Solidale in vista delle elezioni europee del 2024. Anche grazie ai 68.000 voti raccolti dalla Coalizione Canaria, il raggruppamento riuscì ad ottenere un seggio al Parlamento europeo, che andò ad Oihane Agirregoitia in virtù del suo status di capolista.
Fu vicepresidente della Delegazione per le relazioni con il Mercosur e membro della commissione per l'industria, la ricerca e l'energia e della commissione per i trasporti e il turismo.
Sposata, è madre di due figli.